# Історія Звенигородки
Основна стаття: Звенигородка

## Давнина і середньовіччя
Місто виникло ще в часи Київської Русі. За існуючою легендою воно було розташоване за 3 км від сучасного, навколо конусоподібної гори. На одній з його веж , згідно з легендою, висів дзвін, який сповіщав населення про напад ворогів. Звідси і походить назва міста.
Під час монголо-татарського нашестя місто було вщент зруйноване і перша згадка про Звенигород на Гнилому Тікичі з'являється  1394 року. Тоді великий литовський князь Вітовт посадив в Київському удільному князівстві князя Скиргайла замість свого васала Володимира. Вітовт звелів Скиргайлові «ити ись Киево ко Черькасам и ко Звенигороду», аби і там встановити свої порядки. Цей факт є одним із доказів існування наприкінці 14 століття міста-фортеці Звенигорода на межі з диким степом

## 16— 17 століття
1498 Олександр Ягеллончик призначив князя Констянтина Острозького намісником в Звенигородці, Вінниці та Брацлаві. У зв'язку з тим, що князь Острозький потрапив на 7 років в московський полон, намісником на той час був назначений князь Михайло Васильович Збаразький. Після повернення з Московщини князь К.Острозький знову отримав Звенигородку, після нього — син Ілля.
В цей час посилились татарські напади, старі торгові шляхи між містами перетворились були на Чорний шлях. Звенигородка стояла на самому Чорному шляху.
1541 р. татари вщент знищили Звеногородку, в ілюстрації 1545 Звеногородський замок не існував. Замок був відбудований, але на іншому місці (зараз сучасне місто). Намісником на замку проти татарських нападів був князь Федір Сангушко.
З 1569 р. Звенигородка відійшла до щойно утвореного Брацлавського воєводства. Звенигородка стала центром Звенигродського повіту. Першим старостою був тоді князь Корецький, після нього з 1579 р. Єжи (Юрій) Струсь. В тому часі татари знищили Звенигогодський замок і Звенигородка стояла пусткою. В 1616 р. ці землі привласнив собі руський воєвода Ян Данилович і приєднав до свого Корсуньського староства. В 1633 р. король надав Звенигородку подільському воєводі Марціну (Мартину) Казановському.

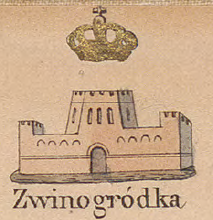
Звенигородський замок на мапі Зигмунда Герстмана

Звенигородський замок, що знаходився на шляху з Брацлава до Києва, часто зазнавав нападів татар, які зруйнували його. 1545 року, на прохання брацлавських міщан, замок було відбудовано, а в кінці століття біля нього знову заселилося місто, яке одержало стару назву — Звенигородка.
Після захоплення Правобережної України шляхетською Польщею 1569 року посилюється соціально-економічний гніт населення, яке зазнавало великих утисків від феодалів. Жителі сплачували панам численні податки: чопове, подимне, шкіряне, що спричиняло заворушення пригноблених. Під час визвольної війни українського народу 1648—1654 під проводом Богдана Хмельницького жителі міста повстали й вигнали польську шляхту.
У першій половині січня 1654 року для приведення до присяги володарю царю та великому князю Олексію Михайловичу брацлавського полку, серед інших ґородів і у ґороді Звенигородка, був посланий князь Федір Барятинський.
У ґороді Звенигородка присягу склали: 1 сотник, 1 сотенний отаман, 2 сотенних осавула, 513 козаків, 48 міщан.
У 1648–1667 роках Звенигородка входила до складу Корсунського полку.
За Андрусівським перемир'ям 1667 р. Правобережна Україна лишилась у складі Польщі, і населенню Звенигородки довелося й далі терпіти гноблення з боку польської шляхти. Соціально-економічний гніт доповнювався національно-релігійним. Польська шляхта і католицьке духовенство систематично проводили насильницьку політику ополячення українського народу, що викликало протягом XVIII століття ряд повстань на Правобережній Україні.

## 18 століття

Герб міста 1792 року

В районі Звенигородки діяв гайдамацький загін на чолі з козаком Медведівського куреня Гнатом Голим, який двічі, 1737 і 1743 року брав штурмом Звенигородський замок. Для захисту від гайдамаків польський уряд почав зводити укріплення навколо міста. 1765 року Звенигородський замок було обнесено дубовим частоколом, побудовані нові башти і казарми для охорони.
Під час Коліївщини у повстанські загони влилося багато жителів міста. В гайдамацькому загоні Ремези перебував Василь Варченко — звенигородський бандурист.
Після придушення Коліївщини Звенигородка неодноразово переходила від одного власника до іншого. 1792 року король Понятовський Станіслав-Август затвердив Звенигородці герб і надав статусу міста за магдебурзьким правом.
У 1793 році правобережні землі України приєднано до лівобережних в складі Росії. З 1795 року Звенигородка ввійшла до складу Вознесенського намісництва, а з січня 1798 року стала повітовим містом Київської губернії.
1808 рік. Перепис євреїв Звенигородського повіту орендарів закладів з продажу акцизних напоїв.

## 19 століття
Інтенсивний розвиток торгівлі в зв'язку з включенням Правобережної України у всеросійський ринок був однією з причин виникнення і швидкого розвитку чумацького візництва. Звенигородка стає одним із центрів чумацького промислу нарівні з Чигирином та Білою Церквою. Торгували переважно лісом, виробами з дерева, лісоматеріалами. 1842 року із Звенигородського повіту вивезено цих товарів на суму до 42 тисячі карбованців. З інших товарів місцевого виробництва слід назвати гончарні та шкіряні вироби.
На 1850 рік в Звенигородці проживало 7 501 чоловік. Основна частина населення займалася землеробством, чумацьким промислом та ремісництвом. У місті налічувалося 127 ремісників, із них 33 кравці, 15 кушнірів. 25 шевців, 35 ткачів, 10 ковалів, 3 слюсарі, 6 теслярів, 2 склярі. У місті налічувалось 49 лавок, 20 корчем.
В 30-ті роки XIX століття у Звенигородці споруджено міст через річку Гнилий Тікич, відкрито повітову лікарню. Місто мало пошту, телеграф. З 1833 року розпочалися заняття в парафіяльному училищі, де навчалося трохи більше 20 учнів. Переважна ж більшість населення була неписьменною.
У другій половині XIX століття поява залізниць, що мали незрівнянні переваги перед чумацьким візникуванням, прискорила занепад чумацтва. Звенигородка перестає бути одним із центрів чумацького промислу. На 1867 рік в місті налічувалося понад 11 201 жителів, більшість яких становить разом з родинами міщани (6 174 чоловіка) і ремісники (1 677 чоловік). Праця у виробничих майстернях була виснажливою. Робочий день тривав з 6 годин ранку до 9 годин вечора. На відпочинок протягом дня часу майже не відводилося. Майстри жорстоко експлуатували учнів, вимагаючи працювати навіть у нічний час.
У 70-х роках розпочалося будівництво залізниці Одеса-Кишинів, спочатку до Шполи, а пізніше до Умані, колія пролягла за 12 км від Звенигородки. У зв'язку з цим у місті з'являються промислові підприємства. У цей час тут діяли два свічкових заводи, тютюнова фабрика, 14 млинів. Через десять років до ладу стали ще два пивоварні та винокурні заводи, кілька цегелень. Проте вони були малопотужні, з примітивною технікою, на них працювало по декілька робітників, переважала ручна праця.

## 20 століття
Початок революції 1905–1907 у Росії дав поштовх революційним виступам у місті. Повітовий предводитель дворянства в телеграмі на ім'я генерал-губернатора повідомляв, що заворушення охопило весь повіт, місцевих сил недосить, щоб придушити народний рух.
На 8 жовтня 1905 року за ґратами Звенигородської в'язниці вже перебувало 113 чоловік. 20 жовтня припинили роботу робітники млина і броварі, 16 листопада — поштово-телеграфні працівники. Адміністрація цих установ змушена була піти на поступки: скоротити робочий день і підвищити заробітну плату.
Революційний рух у Звенигородці не припинився і 1906 року, що примусило київського генерал-губернатора перекинути сюди з Умані загін драгунів. У зв'язку із зростанням виступів проти поміщиків і місцевої влади, сенат указом від 6 липня 1906 запровадив у Звенигородському повіті стан облоги.
Царизм придушив революцію 1905–1907 років. В період реакції погіршало не лише соціальне становище трудящих. Вони все більше відчували і національне гноблення. У школах заборонялося навчання українською мовою, на батьківщині Т. Г. Шевченка переслідували тих, хто читав його твори. 1911 року видатки на утримання урядових установ, війська та поліції по Звенигородці набагато перевищили витрати на охорону здоров'я та народну освіту.
У період промислового піднесення (1910–1914 роки) у Звенигородці діяло 4 фабрично-заводські підприємства, де працювало близько 50 робітників, 7 ремісничих закладів. Найпоширенішим виробництвом було кожушне (у ньому було зайнято 200 чоловік). На цих підприємствах все ще переважала ручна праця.
1910 року в місті налічувалося понад 24 тисяч жителів. Вони мешкали в 2 461 будинку. Здебільшого це були дерев'яні, криті соломою хати. 40 гасових та 24 газових ліхтарі освітлювали вулиці. Городян обслуговували 40 візників. Один раз на тиждень проводився базар.
З медичних закладів було 3 лікарні на 64 ліжка, 2 аптеки, 6 аптекарських лавок, в які обслуговували 15 лікарів, 8 фельдшерів, 6 акушерок. У 7 нижчих чоловічих школах, жіночій гімназії, комерційному та ремісничому училищах навчалися 510 учнів, працювали 16 вчителів.
В роки першої світової війни в місті дислокувалися військові частини, солдати яких вели революційну пропаганду серед населення.

### Роки визвольних змагань
Після повалення самодержавства в Звенигородці почала діяти Рада робітничих і солдатських депутатів. Восени 1917 року в місті виникла більшовицька організація із 17 чоловік. Протягом 1917 створилися профспілкові організації друкарів та швейників.
Водночас з цим на Звенигородщині заявила про себе ще одна сила — Вільне козацтво. Звенигородський кіш Вільного козацтва тривалий час тримав владу на теренах повіту у своїх руках.
В другій половині березня 1918 року місто захопили австро-німецькі війська. Незважаючи на жорстокий терор, жителі повіту піднялися на боротьбу проти окупантів, яку очолив Звенигородський кіш Вільного козацтва. В першій половині червня 1918 року розпочалося Звенигородсько-Таращанське повстання, яке в силу різних причин в кінцевому результаті закінчилося поразкою, хоч повстанці заволоділи Звенигородкою. В ході цього повстання було убито звенигородського повітового старосту Івана Мащира та його помічника Ях'ю Солтика. Після вигнання німецьких окупантів у грудні 1918 владу деякий час утримувала Директорія Української Народної Республіки. 4 березня 1919 року повітом оволоділи частини більшовицьких військ. Органом встановлення радянської влади став військово-революційний комітет.
В перші місяці існування радянської влади почали виникати комуни й артілі. Першу комуну (42 чоловік) в Звенигородці створено в травні 1919 року. Ревком націоналізував шкірообробний та цегельні заводи Омельянова.
У серпні 1919 року до Звенигородки ввійшли війська генерала Денікіна, які протрималися до грудня. 30 січня 1920 року в місто ввірвалися повстанці отамана Туза, а влітку цього ж року Звенигородка опинилася в руках загону полковника Цвітковського, який підпорядковувався Ю. Тютюннику. Однак червоноармійці незабаром захопили місто, після чого радянську владу тут було встановлено повністю і розпочався червоний терор.

### Радянська влада
1922 року почали працювати чавуноливарний, шкіряний заводи, створено артілі промислового характеру: швейну, килимову, трикотажну, шевську, ткацьку. Розпочалося кооперування сільських господарств. 20 жовтня пущено в дію першу чергу електростанції.
З ліквідацією волостей в 1923 році Звенигородка стає центром однойменного району, а з 1927 року її віднесено до категорії селищ міського типу. За цей час реконструйовано чавунно-ливарний завод, значно розширено і механізовано маслозавод, цегельні підприємства, державні млини, промислово-кооперативні артілі. 1926 року в селищі працювало 3 броварні, 7 млинів.
Протягом 1930 — 1931 років бідняцькі і середняцькі господарства об'єдналися в три артілі. В 1931 році утворена Звенигородська МТС. Наприкінці 1934 року зруйнували Успенську церкву.
В 1937 році чергова хвиля терору під керівництвом Рабиновича і Ткаченка послала на страту зі Звенигородки близько 7 тисяч осіб, включно з секретарями райкому Сосновським (перший) і Чорним (другий) та їх родинами.
1938 року Звенигородку було віднесено до категорії міст районного підпорядкування. На цей час вона була частково радіофікована і електрифікована, почалося прокладання міського водогону, зросла кількість підприємств громадського харчування та побутового обслуговування.
Напередодні радянсько-німецької війни в місті налічувалося 14 державних підприємств обласного та республіканського підпорядкування і 11 промислових артілей, на яких працювали 3 500 робітників. У шести загальноосвітніх школах навчалося понад 3 000 учнів, готували кадри школа медсестер та сільськогосподарський технікум. Значно розширилася мережа медичних і культурно-освітніх закладів. Працювали лікарня, пологовий будинок, поліклініка, дитяча й жіноча консультації, інфекційна лікарня, дитяча поліклініка, чотири спеціалізовані диспансери, рентгенкабінет.
З початком радянсько-німецької війни понад 3 000 жителів міста були мобілізовані на фронт. 29 липня 1941 нацисти окупували Звенигородку. В умовах окупації ОУН організувало підпільну мережу, яка також провадила і легальну роботу, досить швидко припинену німецьким терором. У будівлі колишнього костьолу почав проводити богослужіння о. Захар (УАПЦ). За час окупації було знищено 2 127 жителів міста. На каторжні роботи до Німеччини з міста і району відправлено 4 894 юнаків і дівчат. Окупація тривала до 28 січня 1944, коли 20-й гвардійський танковий корпус під командуванням генерал-лейтенанта І. Г. Лазарєва досяг Звенигородки. Першими увійшли до міста частини 155-ї і 8-ї гвардійських танкових бригад 2-го Українського фронту. На зустріч їм із заходу прорвалися воїни 233-ї танкової бригади 1-го Українського фронту. Негайно почалася примусова мобілізація. На фронтах війни загинули 825 жителів міста, 1 116 звенигородців нагороджено орденами і медалями. На правому березі Гнилого Тікича на пагорбі Слави споруджено меморіальний пам'ятник полеглим воїнам, які відвоювали Звенигородку у німецько-фашистських загарбників, та жителям міста, що загинули в боротьбі з фашизмом.
Завдяки героїчним зусиллям трудящих протягом 1944 року ставали до ладу підприємства. В травні почали працювати маслозавод, плодозавод, чавуноливарний і борошномельний заводи, у червні — Звенигородське відділення автоперевезень. Наприкінці року в місті функціонувало 16 підприємств місцевої промисловості, які виробили на цей час продукції на 2 000 000 карбованців.
Відроджувалось й сільське господарство. В квітні 1944 року розпочала роботу Звенигородська МТС. Протягом березня — квітня 1944 було налагоджено роботу мережі торговельних підприємств, медичних і культурно-освітніх закладів, шкіл, пошти, телеграфу. Вже 1948 року колективи підприємств і колгоспів Звенигородки досягли довоєнного рівня виробництва продукції.
В 1952 році на Гнилому Тікичі розпочалося будівництво міжколгоспної ГЕС, яке було завершено у 1959 році.
1959 року приміські сільськогосподарські артілі злилися з сусідніми колгоспами сіл Стебного і Озірної. На околицях міста в 1953–1957 роках споруджено цегельні заводи, створено міжгосподарську будівельну організацію — «Міжгоспбуд». В 60-х роках створено ще дві будівельні організації.
Протягом 1965–1971 років місто прикрасили двоповерховий універмаг, готель, будинок колгоспника. Було забруковано вулиці, заасфальтовано 104 тисяч квадратних метрів шляхів, 18 тисяч метрів тротуарів, мережа водогону зросла на 500 метрів.
Станом на 1972 рік в місті працювало 42 магазини, 7 їдалень, ресторан, 4 кафе, комбінат побутового обслуговування, райлікарня, інфекційна лікарня, поліклініка, 5 спеціалізованих диспансерів, санітарноепідемологічна станція, поліомієлітний санаторій. На місцевих мінеральних водах, що мають цілющі властивості споруджено санаторій «Радон». У сфері освіти працювало чотири середніх школи і три восьмирічні, вечірня школа, сільськогосподарський технікум.